# Jens-Uwe Maiwald
Jens-Uwe Maiwald  (* 6. Mai 1974 in Dresden) ist ein deutscher Schach-Großmeister.

## Leben
Maiwald siegte oder belegte vordere Plätze in mehreren Turnieren: 16. Platz bei der Jugendweltmeisterschaft U18 in Duisburg (1992), 2. Platz beim Turnier First Saturday GM in Budapest (Februar 1993). Ebenfalls 1993 wurde er Neunter bei der Europameisterschaft U20 in Dänemark. Es folgten zweite Plätze beim Honvéd-Turnier in Budapest (1994) und hinter Klaus Bischoff beim Turnier in Recklinghausen (1997). Weitere Erfolge sind ein 3. Platz beim Elekes GM Memorial in Budapest (1998), ein 2. Platz beim Turnier First Saturday GM in Budapest (Juni 1999) und ein 2. Platz beim Open in Lippstadt (2003).
Maiwald trägt seit 1993 den Titel Internationaler Meister, den Großmeister-Titel erhielt er im Jahr 1999.
| Die zur Anzeige dieser Grafik verwendete Erweiterung wurde dauerhaft deaktiviert. Wir arbeiten aktuell daran, diese und weitere betroffene Grafiken auf ein neues Format umzustellen. (Mehr dazu) |

## Vereine
In der deutschen 1. Bundesliga spielte Maiwald von 1991 bis 1994 für den SV Erfurt West, von 1994 bis 2000 für den Dresdner SC, mit dem er 1996 am European Club Cup teilnahm und von 2002 bis 2006 für den SC Kreuzberg. Seit 2007 spielt er für den USV TU Dresden, mit dem er in den Saisons 2008/09 und 2011/12 in der 1. Liga spielte und für den er seit der Saison 2014/15 durchgehend in der 1. Bundesliga antritt. In der österreichischen 1. Bundesliga (früher Staatsliga A) spielte er in der Saison 1999/2000 beim SK Zell am Ziller, in den Saisons 2004/05, 2007/08, 2009/10 und 2010/11 für den SK Mayrhofen und in der Saison 2014/15, sowie seit der Saison 2018/19 für die Spielgemeinschaft Mayrhofen/Raika Zell/Zillertal.